# 三島元太郎
三島 元太郎（みしま げんたろう、1936年（昭和11年）2月11日 - ）は、日本の金春流太鼓方の能楽師。日本能楽会員。

## 経歴
金春流太鼓方を務めた三島太郎の長男として、大阪府に生まれる。父親から太鼓を教えられて能楽の世界に入る。前川宗閑、二十二代目金春惣右衛門、柿本豊次らの指導を受ける。1954年に『紅葉狩』で初舞台を踏む。このときのシテは大槻文蔵で、以後も長く共演した。
父の代から修行中の能楽師に太鼓を伝授しており、「三島教室」と呼ばれる。
2006年旭日双光章を受賞。2014年7月、人間国宝に認定される。